# WDR Fernsehen
«ВДР-Фернзеен» («WDR Fernsehen») — западно-германская 3-я  телепрограмма. Существует с 17 декабря 1965 года. Вещание по ней ведётся Западно-Германским радио. 

## История
Запущен Западно-Германским радио на дециметровых волнах в стандарте разложения 576i 17 декабря 1965 года под названием WDF (Westdeutsches Fernsehen - Западно-немецкое телевидение). 25 августа 1967 года вещание переведено в стандарт PAL. С 1982 года стал выходить в эфир региональный тележурнал Aktuelle Stunde, с 1 октября 1984 года - окружной тележурнал Lokalzeit. В конце 1980-х был запущен WDR Text и началась трансляция регулярного логотипа West 3, в 1990 году последние известия на нём были заменены информационной программой WDR Aktuell. В 1988 году программа была переименована в West 3. 31 декабря 1993 года West 3 стал вещать круглосуточно, примерно в этот же период были отменены дикторы. В 1994 года переименован в  WDR Fernsehen.  30 июня 2009 года прекратила вещание версия WDR Fernsehen в стандарте PAL. 30 апреля 2012 года WDR через кабельное и спутниковое телевидение запустил версию телеканала WDR Fernsehen в стандарте 720p. 

## Передачи
Включает в себя общий с 1-й телепрограммой вечерний выпуск общегосударственных новостей «Тагесшау», выпуски региональных новостей, региональные тележурналы, художественно-публицистические передачи и повторы передач и фильмов 1-й программы.
- Aktuelle Stunde - ежедневная информационная программа (существует с 1982 года)
- Lokalzeit - информационные программы отдельных округов (существует с с 1 октября 1984 года)
- WDR Aktuell - короткие новости (существует с конца 1980-х гг.)
- Quarks & Co
- Die Sendung mit der Maus
- Wissen macht Ah!
- Käpt’n Blaubär

## Вещание
Доступен:
- В большинстве населённых пунктов Северного Рейн-Вестфалии через DVB-T, ранее - через аналоговый UHF;
- В большинстве стран Европы через DVB-S, ранее - через аналоговый SHF;
- В крупных городах через IPTV, ранее через аналоговое кабельное телевидение.